# Contea di Campbell (Virginia)
La contea di Campbell (in inglese Campbell County) è una contea dello Stato della Virginia, negli Stati Uniti. La popolazione al censimento del 2000 era di 51 078 abitanti. Il capoluogo di contea è Rustburg.